# Rob Howard
Robert Howard Jr. (Gary, 19 oktober 1997) is een Amerikaans basketballer.

## Carrière
Howard speelde collegebasketbal voor de Shawnee CC Saints van 2016 tot 2018. Hij maakte in 2018 de overstap naar Illinois-Chicago Flames waar hij drie seizoenen speelde. Hij koos ervoor om in 2021 te tekenen bij de Oostenrijkse eersteklasser Oberwart Gunners waar hij twee seizoenen speelde. In het seizoen 2023/24 speelde hij bij het Slowaakse BK Levickí Patrioti waarna een seizoen bij het Tsjechische BK Opava volgde. In de zomer van 2024 speelde hij voor Team Gibson in The Basketball Tournament.
Voor het seizoen 2025/26 tekende hij bij de Belgische eersteklasser Antwerp Giants.

## Erelijst
- Slowaaks landskampioen: 2024
- Slowaakse basketbalbeker: 2024